# Фрідріх Лаукгард
Фрідріх Кристиян Лаукгард  — німецький письменник доби Наполеонівських воєн. Брав участь у Війні першої коаліції. Його автобіографічні нариси є важливим свідченням доби.